# Лаунијупоко
Лаунијупоко (енгл. Launiupoko) насељено је место за статистичке потребе у америчкој савезној држави Хаваји. По попису становништва из 2010. у њему је живело 588 становника.

## Демографија
Према попису становништва из 2010. у граду је живело 588 становника.
| Група             | 2000.  | 2010.       |
| Белци             | . (.%) | 404 (68,7%) |
| Афроамериканци    | . (.%) | 5 (0,9%)    |
| Азијати           | . (.%) | 46 (7,8%)   |
| Хиспаноамериканци | . (.%) | 61 (10,4%)  |
| Укупно            | .      | 588         |